# Metodo di Myklestad
Il metodo di Myklestad è un metodo di discretizzazione impiegato in meccanica, nello studio dei sistemi continui lineari, ed in particolare del comportamento flessionale di una trave.
Esso prende il nome dall'ingegnere meccanico statunitense, di origine danese, Nils Otto Myklestad, che lo elaborò nel 1944. Talvolta il metodo di Myklestad viene indicato come metodo di Myklestad-Prohl per ricordare anche che negli stessi anni un metodo simile venne elaborato da M.A. Prohl.

## Procedimento
Per semplificare il sistema considerando i suoi stati principali concentrati in alcuni punti significativi, il metodo di Myklestad prevede di dividere la trave in vari tratti, detti campi, ciascuno che collega due nodi, detti stazioni. Si definiscono quindi alcune matrici 4x4 che descrivono il comportamento di ciascun campo e ciascuna stazione.
Moltiplicando tutte queste matrici si trova una matrice globale indicante il comportamento della trave, e tramite alcune equazioni definite si trova una curva funzione della frequenza (curva dei resti), le cui intersezioni con l'asse delle ascisse corrispondono alle varie frequenze proprie del sistema.